# Mehmed Alispahić
Mehmed Alispahić (Bugojno, 24 novembre 1987) è un calciatore bosniaco, centrocampista dello Junak Sinj.

## Carriera

### Club
Ha esordito in prima squadra, nel 2008, dove ha collezionato 84 presenze e 22 gol, nel 2011 si è trasferito alla Dinamo Zagabria. Nel gennaio 2013 si trasferisce ai rivali dell'Rijeka.

### Nazionale
Nel 2010 debutta con la Nazionale di calcio della Bosnia ed Erzegovina, con cui vanta 4 presenze.

## Palmarès
- Campionato croato: 1

Dinamo Zagabria: 2011-2012
- Coppa di Croazia: 2

Dinamo Zagabria: 2011-2012
Rijeka: 2013-2014
- Supercoppa di Croazia: 1

Rijeka: 2014
- Campionato bosniaco: 1

Sarajevo: 2014-2015